# Meliesallee 3

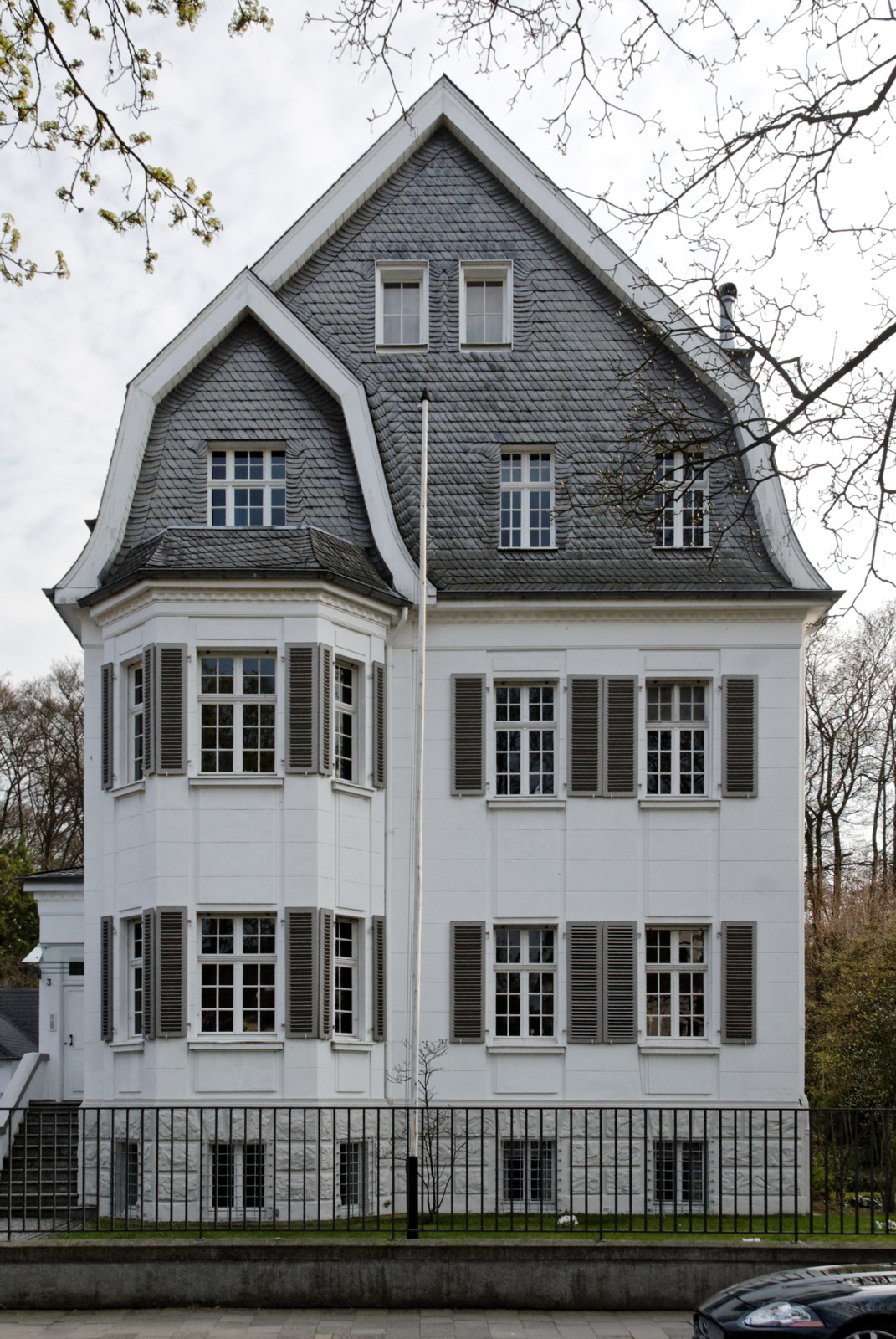
Wohnhaus Meliesallee 3

Das Wohnhaus Meliesallee 3 in Düsseldorf-Benrath wurde von 1912 bis 1913 nach Entwürfen von Peter Krisinger im Monumentalstil der Reformarchitektur gestaltet. Über einem Sockelgeschoss erheben sich zwei Geschosse. Die Straßenfront ist in drei Achsen gegliedert, wovon ein polygonaler Standerker eine in Anspruch nimmt. Über der Fassade erhebt sich ein monumentalisierter mit Schindeln verkleideter Giebel. Das Haus steht seit 1982 unter Denkmalschutz.